# Suncorp
Suncorp est une banque et une compagnie d'assurance australienne.

## Historique

### 1902: Création
L'histoire de Suncorp commence en 1902 avec la création de la Banque agricole du Queensland (Queensland Agricultural Bank) qui fournit des prêts aux agriculteurs de la région du Queensland. Vient ensuite en 1916 la création du Bureau d'assurance d'État des accidents (State Accident Insurance Office), une compagnie d'assurance étatique destinée aux fonctionnaires, qui prend rapidement une dimension nationale en devenant le State Government Insurance Office. En 1986, la Banque agricole du Queensland devient la Queensland Industry Development Corporation (QIDC), détenue par le gouvernement du Queensland, et se lance dans les prêts aux PMEs.
En 1959, la banque Metway née de la transformation du Metropolitan Permanent Building Society (MPBS) en institut bancaire autorisé. En 1988, la MPBS fait son entrée à la bourse australienne sous le nom Metway.
Entre 1960 et 1990, la compagnie change petit à petit de statut pour devenir une entreprise privée. Elle change ainsi de nom pour Suncorp.

### 1996: Fusion Suncorp-Metway
En 1996, Suncorp fusionne avec la Metway Bank et de la QIDC. La nouvelle entité prend durant un temps le nom de Suncorp-Metway. En 1996, cette nouvelle entité est détenue à 68 % par l'État du Queensland qui se désengage du capital de l'entreprise en deux temps, en 1997 puis 2000.
En 2001, Suncorp-Metway acquiert GIO General, filiale de AMP. Suncorp-Metway adopte la marque Suncorp en 2002.
En 2007, Suncorp acquiert Promina Group, formée de la scission en 2003 de Royal & Sun Alliance, pour 7,9 milliards de dollars australiens,.

### Depuis 2016: refonte et relance
En 2016, Suncorp annonce une refonte de sa stratégie opérationnelle et renouvelle son logo pour la première fois en 20 ans.
En avril 2017, Suncorp investit $40 millions dans la startup Trov qui propose des solutions d'assurance sur téléphone mobile, puis le mois suivant, Suncorp lance Trov Protection en Australie, une solution d'assurance à la demande sur application mobile, en commençant par des assurances sur les appareils électroniques. Cependant, dès décembre 2017, Suncorp retire sa nouvelle application du marché, une faille informatique permettant à toute personne d'accéder aux informations de sécurité sur un foyer (type de serrure, serrures aux fenêtres, alarme anti-cambriolage, alarme anti-feu, etc.) en entrant simplement l'adresse de ce foyer, l'application ayant pré-rempli ces informations sur la base des archives de Suncorp pour faciliter les souscriptions via mobile.
En juillet 2016, en Nouvelle-Zélande, Suncorp vend pour $34 millions ses activités d'assurance auto à Turners. En juillet 2017, Suncorp échoue dans sa tentative de prise de contrôle du néo-zélandais Tower Insurance.
En août 2018, Dai-ichi Life acquiert les activités d'assurance-vie de Suncorp pour 540 millions de dollars.
En juillet 2022, ANZ annonce l'acquisition des activités bancaires de Suncorp pour 4,9 milliards de dollars australiens soit environ 3,3 milliards de dollars américains.

## Activités

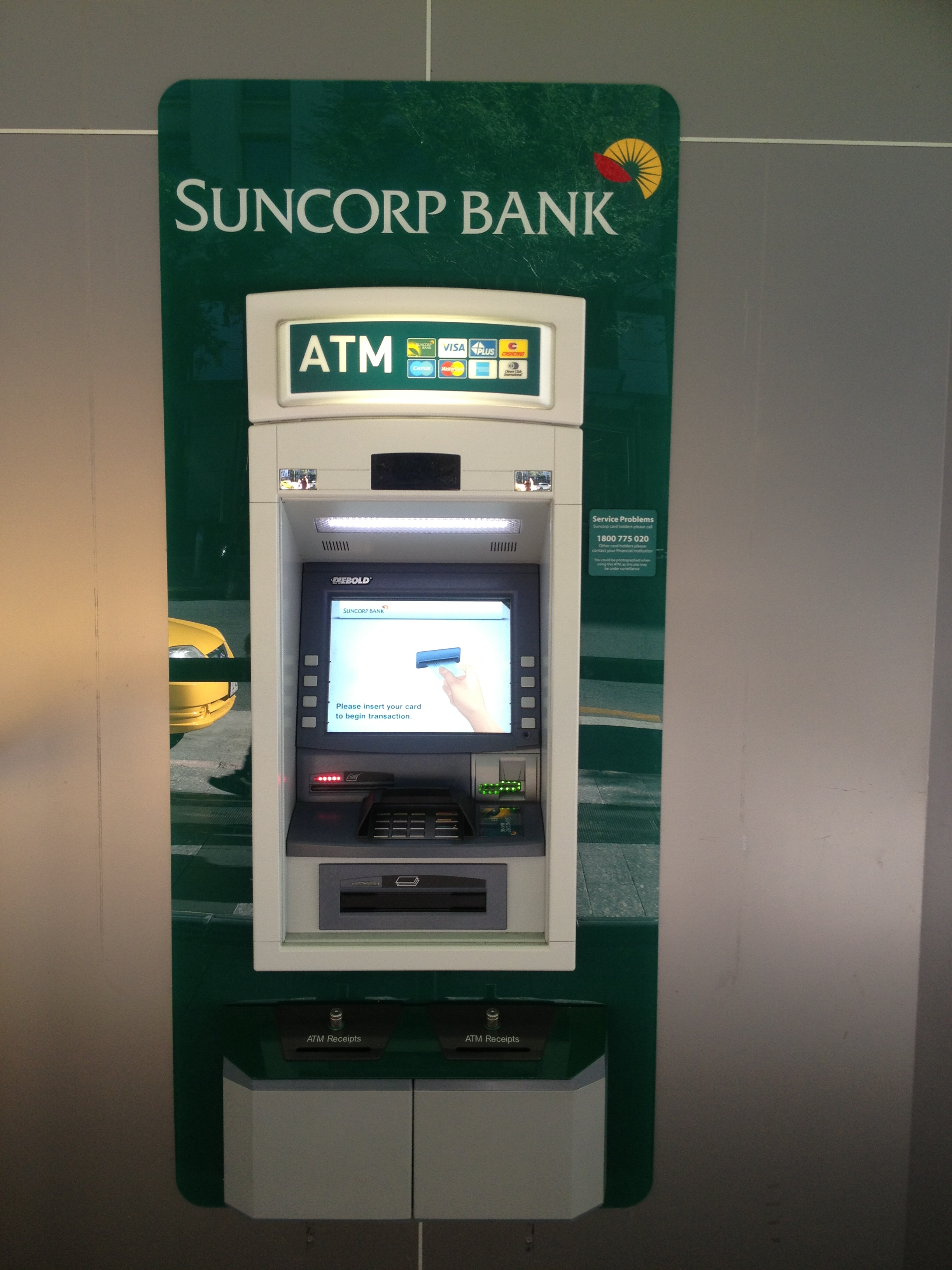
ATM de la Suncorp

Suncorp est un groupe australien qui opère une banque (Suncorp Bank) et une compagnie d'assurance (Suncorp Insurance).
Les activités du groupe Suncorp s'étendent sur l'Australie et la Nouvelle-Zélande. Suncorp regroupe les filiales suivantes :
- Australie : AAMI, Gio, Bingle, ApiaShannons, Terri Scheer, CIL insurance, Vero, Resilium, Essentials by AAI.
- Nouvelle-Zélande : Vero, AA Insurance, Asteron life.

### Pages liées
- Suncorp Stadium
- Suncorp Place
- Dai-ichi Life